# Natasja Burgers
Natasja Burgers (Amsterdam, 19 juni 1975) is een Nederlands voormalig handbalspeelster. Ze is een dochter van oud-voetballer Joop Burgers.
Burgers begon bij De Volewijckers en vertrok in 1997 naar HV Nieuwegein. In 2000 vertrok Burgers naar Denemarken waar ze ging spelen voor voor GOG. Na het seizoen 2001/2002 maakte ze de overstap naar het Deense Viborg HK. Na het seizoen 2003/2004 beëindigde ze haar carrière vanwege knieproblemen. In het seizoen 2005/2006 was ze voornemers haar comeback te maken en tekende ze een contract bij het Deense Aalborg DH. Nog voor de competitie begon werd het contract weer geannuleerd, Burgers bleek niet fit genoeg voor handbal op topniveau. Begin december 2005 was de knie van Burgers weer hersteld en speelde ze met het Nederlands handbalteam een sterk WK met een vijfde plaats. Na het WK sloot ze zich toch weer aan bij Aalborg DH, waar ze het seizoen zou afmaken. In de zomer van 2006 maakte ze de overstap naar het Deense Randers HK. In de eerste competitiewedstrijd van het seizoen raakte ze wederom geblesseerd aan haar knie. In september 2006 besloot ze noodgedwongen haar carrière te beëindigen. Een zware knieblessure maakte voortzetting van haar loopbaan onmogelijk.
Ze speelde tussen november 1993 en april 2006 in totaal 206 wedstrijden (559 doelpunten) voor het Nederlands handbalteam en nam deel aan het Wereldkampioenschap handbal 1999 (10e), 2001 (16e) en 2005 (5e) en het Europees kampioenschap handbal 2002 (14e). In 1995 kreeg Burgers de AVRO's Tom Schreursprijs voor Talent van het Jaar.
Van 2011 tot en met 2015 was Burgers assistent trainster bij VOC. In het seizoen 2011/2012 stond ze tevens nog enkele keren op het wedstrijdformulier als speelster. In het seizoen 2014/2015 was ze kortstondig gedeeld hoofdtrainer, vanwege het vertrek van de hoofdtrainer Patrick Kersten in november 2014. In april 2015 besloot ze te stoppen als hoofdcoach, ze vond het zowel fysiek als mentaal te belastend.
In 2013 was Burgers assistent bondscoach bij het Nederlands handbalteam jeugd voor meisjes.
Burgers werd in 2007 benoemd tot Lid van Verdienste van het NHV.

## Onderscheidingen
- Lid van Verdienste van het NHV: 2007[14]
- All-Star Team rechteropbouw van de Deense Damehåndboldligaen (Årets Dame Liga All Stars): 2003/04[15]